# Sarah Woodhead
Pour les articles homonymes, voir Woodhead.
Sarah Woodhead (1851-1912) est une enseignante et directrice d'établissement scolaire britannique. Elle est la première femme à suivre et passer le cours de «tripos» de mathématiques à l'université de Cambridge. 

## Biographie
Son père est épicier à Manchester. Sa famille est quaker et elle étudie dans une école quaker, Ackworth School (en).
En 1873, elle suit le même examen tripos que les étudiants masculins, où elle est classée « Senior Optime ». Elle est l'une des trois premières femmes à étudier au Girton College, premier collège pour femmes résidentiel britannique, avec Louisa Lumsden et Rachel Scott.
Elle épouse Christopher Corbett en 1875 et est également connue sous le nom de Sarah Corbett à la Bolton School (en) (Manchester), appelée à l'époque « Bolton High School for Girls ». Elle dirige sa propre école, Silverwell House, qui fusionne avec Bolton School lorsqu'elle est nommée principale de cette école en 1880,.